# Constantă de integrare
În calculul integral constanta de integrare, adesea notată prin {\displaystyle C} (sau {\displaystyle c}), este un termen constant adăugat la o integrală a unei funcții {\displaystyle f(x)} pentru a indica faptul că integrala nedefinită a lui {\displaystyle f(x)} (adică mulțimea a tuturor integralelor lui {\displaystyle f(x)}), pe un domeniu conex, este definită doar până la o constantă aditivă. Această constantă exprimă o nedeterminare inerentă la calculul integralelor.
Mai precis, dacă o funcție {\displaystyle f(x)} este definită pe un interval, iar {\displaystyle F(x)} este o integrală a lui {\displaystyle f(x),} atunci mulțimea tuturor integralelor lui {\displaystyle f(x)} este dată de funcțiile {\displaystyle F(x)+C,} unde {\displaystyle C} este o constantă arbitrară (însemnând că orice valoare a lui {\displaystyle C} ar face din {\displaystyle F(x)+C} o integrală validă). Din acest motiv, integrala nedefinită este adesea scrisă ca {\textstyle \int f(x)\,dx=F(x)+C,} deși, pentru simplitate, constanta de integrare ar putea fi uneori omisă în tabelele de integrale.

## Origine
Derivata oricărei funcții constante este zero. Odată ce s-a obținut o integrală {\displaystyle F(x)} pentru o funcție {\displaystyle f(x),} adăugarea sau scăderea oricărei constante {\displaystyle C} va da o altă integrală, deoarece {\textstyle {\frac {d}{dx}}(F(x)+C)={\frac {d}{dx}}F(x)+{\frac {d}{dx}}C=F^{\prime }(x)=f(x).} Constanta este o modalitate de a exprima faptul că fiecare funcție cu cel puțin o integrală va avea un număr infinit de integrale.
Fie {\displaystyle F:\mathbb {R} \to \mathbb {R} } și {\displaystyle G:\mathbb {R} \to \mathbb {R} } două funcții derivabile peste tot. Să presupunem că {\displaystyle F^{\prime }(x)=G^{\prime }(x)} pentru orice număr real x. Atunci există un număr real {\displaystyle C} astfel încât {\displaystyle F(x)-G(x)=C} pentru orice număr real x.
Pentru a demonstra asta, se observă că {\displaystyle [F(x)-G(x)]^{\prime }=0.} Deci {\displaystyle F} poate fi înlocuit cu {\displaystyle F-G,} iar {\displaystyle G} prin funcția constantă {\displaystyle 0,} având ca scop demonstrarea că o funcție derivabilă peste tot a cărei derivată este întotdeauna zero trebuie să fie constantă:
Se ia un număr real {\displaystyle a,} și fie {\displaystyle C=F(a).} Pentru orice x, din teorema fundamentală a calculului integral, împreună cu presupunerea că derivata lui {\displaystyle F} dispare, rezultă că
{\displaystyle {\begin{aligned}&0=\int _{a}^{x}F'(t)\,dt\\&0=F(x)-F(a)\\&0=F(x)-C\\&F(x)=C\\\end{aligned}}}
arătând astfel că {\displaystyle F} este o funcție constantă.
Două aspecte sunt esențiale în această demonstrație. În primul rând, dreapta reală este conexă. Dacă dreapta reală nu ar fi conexă, nu s-ar putea integra întotdeauna a la orice x dat. De exemplu, dacă s-ar cere funcții definite pe reuniunea intervalelor [0,1] și [2,3] și dacă a ar fi 0, atunci nu ar fi posibilă integrarea de la 0 la 3 , deoarece funcția nu este definită între 1 și 2. Aici, vor exista două constante, câte una pentru fiecare componentă conexă din domeniu. În general, prin înlocuirea constantelor cu funcții constante local, se poate extinde această teoremă la domenii neconexe. De exemplu, există două constante de integrare pentru {\textstyle \int dx/x,} și infinite pentru {\textstyle \int \tan x\,dx,} deci, de exemplu, forma generală pentru integrala lui 1/x este:
{\displaystyle \int {\frac {dx}{x}}={\begin{cases}\ln \left|x\right|+C^{-}&x<0\\\ln \left|x\right|+C^{+}&x>0\end{cases}}}
Al doilea, s-a presupus că {\displaystyle F} și {\displaystyle G} sunt derivabile peste tot. Dacă {\displaystyle F} și {\displaystyle G} nu sunt derivabile chiar și la un singur moment dat, atunci teorema ar putea eșua. De exemplu, să fie {\displaystyle F(x)} funcția treaptă Heaviside, care este zero pentru valorile negative ale lui x și unu pentru valorile nenegative ale lui x, și fie {\displaystyle G(x)=0.} Atunci derivata lui {\displaystyle F} este zero acolo unde este definită, iar derivata lui {\displaystyle G} este întotdeauna zero. Totuși, este clar că {\displaystyle F} și {\displaystyle G} nu diferă printr-o constantă oarecare, chiar dacă se presupune că {\displaystyle F} și {\displaystyle G} sunt continue peste tot și derivabile aproape peste tot teorema încă eșuează. Ca exemplu, fie {\displaystyle F} funcția Cantor⁠(d) și din nou fie {\displaystyle G=0.}
De exemplu, se presupune că cineva dorește să găsească integralele lui {\displaystyle \cos(x).} O astfel de integrală este {\displaystyle \sin(x).} Alta este {\displaystyle \sin(x)+1.} A treia este {\displaystyle \sin(x)-\pi .} Fiecare dintre acestea are derivata {\displaystyle \cos(x),} deci toate sunt integrale ale {\displaystyle \cos(x).}
Se pare că adăugarea și scăderea constantelor este singura liberate la calculul diferitelor integrale ale aceleiași funcții. Adică, toate integralele sunt la fel până la o constantă. Pentru a exprima acest fapt pentru {\displaystyle \cos(x),} se scrie:
{\displaystyle \int \cos(x)\,dx=\sin(x)+C.}
Înlocuirea {\displaystyle C} cu un număr va produce o integrală. Totuși, scriind {\displaystyle C} în loc de un număr, se obține o descriere compactă a tuturor integralelor posibile ale {\displaystyle \cos(x)}. {\displaystyle C} se numește „constanta de integrare”. Se poate determina cu ușurință că toate aceste funcții sunt într-adevăr integrale ale {\displaystyle \cos(x)}:
{\displaystyle {\begin{aligned}{\frac {d}{dx}}[\sin(x)+C]&={\frac {d}{dx}}\sin(x)+{\frac {d}{dx}}C\\&=\cos(x)+0\\&=\cos(x)\end{aligned}}}

## Necesitatea
La prima vedere constanta poate părea inutilă, deoarece poate fi făcută zero. Mai mult, atunci când se calculează integrale definite folosind teorema fundamentală a calculului integral, constanta se va reduce.
Totuși, încercarea de a face constanta zero nu are sens întotdeauna. De exemplu, {\displaystyle 2\sin(x)\cos(x)} poate fi integrat în cel puțin trei moduri diferite:
{\displaystyle {\begin{alignedat}{4}\int 2\sin(x)\cos(x)\,dx=&&\sin ^{2}(x)+C=&&-\cos ^{2}(x)+1+C=&&-{\frac {1}{2}}\cos(2x)+{\frac {1}{2}}+C\\\int 2\sin(x)\cos(x)\,dx=&&-\cos ^{2}(x)+C=&&\sin ^{2}(x)-1+C=&&-{\frac {1}{2}}\cos(2x)-{\frac {1}{2}}+C\\\int 2\sin(x)\cos(x)\,dx=&&-{\frac {1}{2}}\cos(2x)+C=&&\sin ^{2}(x)+C=&&-\cos ^{2}(x)+C\\\end{alignedat}}}
Deci, punerea {\displaystyle C} la zero poate produce rezultate care diferă între ele printr-o constantă. Aceasta înseamnă că, pentru o funcție dată nu există neapărat „cea mai simplă integrală”.
O altă problemă cu punerea {\displaystyle C} la zero este că uneori se dorește o integrală care are o valoare dată într-un punct dat (o problemă cu valoare inițială). De exemplu, pentru a obține integrala lui {\displaystyle \cos(x)} care are valoarea 100 la {\displaystyle x=\pi ,} atunci o singură valoare a lui {\displaystyle C} va fi corespunzătoare (în acest caz {\displaystyle C=100}).
Această restricție poate fi reformulată în limbajul ecuațiilor diferențiale. Obținerea unei integrale nedefinite a unei funcții {\displaystyle f(x)} este același lucru cu rezolvarea ecuației diferențiale {\textstyle {\frac {dy}{dx}}=f(x).} Orice ecuație diferențială va avea multe soluții, iar fiecare constantă reprezintă soluția unică a unei probleme cu valoare inițială bine puse. Impunerea condiției ca integrala să ia valoarea 100 la {\displaystyle x=\pi } este o condiție inițială. Fiecare condiție inițială corespunde uneia și numai unei valori a lui {\displaystyle C}, așa că fără {\displaystyle C} ar fi imposibil să se rezolve problema.
Există și o altă justificare, care vine din algebra abstractă. Spațiul tuturor funcțiilor reale de variabilă reală este un spațiu vectorial, iar operatorul diferențial⁠(d) {\textstyle {\frac {d}{dx}}} este un operator liniar. Operatorul {\textstyle {\frac {d}{dx}}} aplică o funcție pe zero dacă și numai dacă acea funcție este constantă. În consecință, nucleul⁠(d) lui {\textstyle {\frac {d}{dx}}} este spațiul tuturor funcțiilor constante. Procesul de integrare nedefinită echivalează cu obținerea unei imagini prealabile a unei anumite funcții. Nu există o imagine prealabilă canonică pentru o anumită funcție, dar mulțimea tuturor acestor imagini formează o anumită comulțime⁠(d). Alegerea unei constante este la fel cu alegerea unui element al mulțimii. În acest context, rezolvarea unei probleme cu valoare inițială este văzută ca fiind situată în hiperplanul dat de condițiile inițiale.